# Língua garo
Garo (também grafada Garrow, e conhecida como mandi ou mande) é a língua materna da grande maioria dos membros dos povos garo. Pertence ao subgrupo Bodo-Garo do grupo de línguas sal da família tibeto-birmanesa, que, por sua vez, é um ramo da família sino-tibetana.
O Garo é falado por 1.270.000 pessoas distribuídas nos estados de Assã, Megalaia, Nagalândia e Tripurá do Nordeste da Índia, no estado indiano de Bengala Ocidental, e nas divisões de Daca e Sylhet de Bangladexe.
Tem status de língua oficial somente na província de Megalaia, sendo primeira língua de uma parcela ainda significativa de seus habitantes. Por seu estado institucional (provincial), fontes apontam o Garo como não ameaçado; contudo, Glottolog o indica como vulnerável com base no critério AES (critério baseado em dados do Catálogo de Línguas Ameaçadas EClat e da Unesco).
A língua foi brevemente documentada por oficiais ingleses por volta de 1800, mas os primeiros registros amplos de Garo foram redigidos por missionários batistas americanos, que, durante o século XIX, desenvolveriam uma forma escrita e romanizada do Garo, elaborariam gramáticas e dicionários e iniciariam a difusão da alfabetização dentre os seus falantes. Desde então, a língua foi também adaptada à escrita bengali-assamesa, e um sistema de escrita próprio para o Garo foi criado: o A'chik Tok'birim.
As características distintivas da língua Garo são aglutinação e sua estrutura que, embora tenha abandonado a tonação característica a muitas línguas sino-tibetanas, faz distinção entre presença e ausência da oclusiva glotal de maneira similar a como contrastam-se tons nas línguas tonais. Garo costuma seguir ordem SOV, usa posposições, possui nove casos gramaticais, além de contar com classificadores numerais e de tempo verbal. Seu inventário fonético conta com 16 consoantes e 5 vogais.

## Classificação
A língua Garo pertence ao subgrupo Bodo-Garo, juntamente com as línguas Kohr, Deori, Megam e Tippera. Esse subgrupo é parte das línguas Sal (também ditas línguas Bramaputras), que é constituinte da família tibeto-burmanesa (em que se destaca o birmanês, com 32 milhões de falantes).
A família tibeto-birmanesa é um ramo da família de línguas sino-tibetanas, que contém o mandarim, a língua mais falada do mundo, e outras línguas siníticas, como o cantonês. Algumas das características mais relevantes da família sino-tibetana é a ocorrência de línguas tonais e com morfemas monossilábicos; embora o Garo tenha abandonado o uso de tons em favor de pausas glotais, preserva a estrutura comum a línguas tonais ao contrastar sílabas terminadas em pausas glotais com as que não o são.

#### Contraste com línguas similares
| Palavra  | Rabha   | Garo     | Boro  | Kokbokok | Dimasa | Moran  | Deori  |
| -------- | ------- | -------- | ----- | -------- | ------ | ------ | ------ |
| vermelho | sak     | git-chak | já    | kɯcak    | gəjao  | kata   | sagira |
| preto    | ak      | git-sim  | gɯsɯm | kɯtal    | gisim  | kisim  | koliya |
| branco   | bok     | gip-bok  | gupur | kuphu    | gupu   | kufut  | puru   |
| velho    | mai-cam | git-cham | gɯjam | katam    | gəjam  | kətam  | citu   |
| novo     | pi-dam  | git-dal  | gɯdam | koson    | gədaim | kadang | ciba   |

## Contexto histórico e cultural

### Língua e identidade

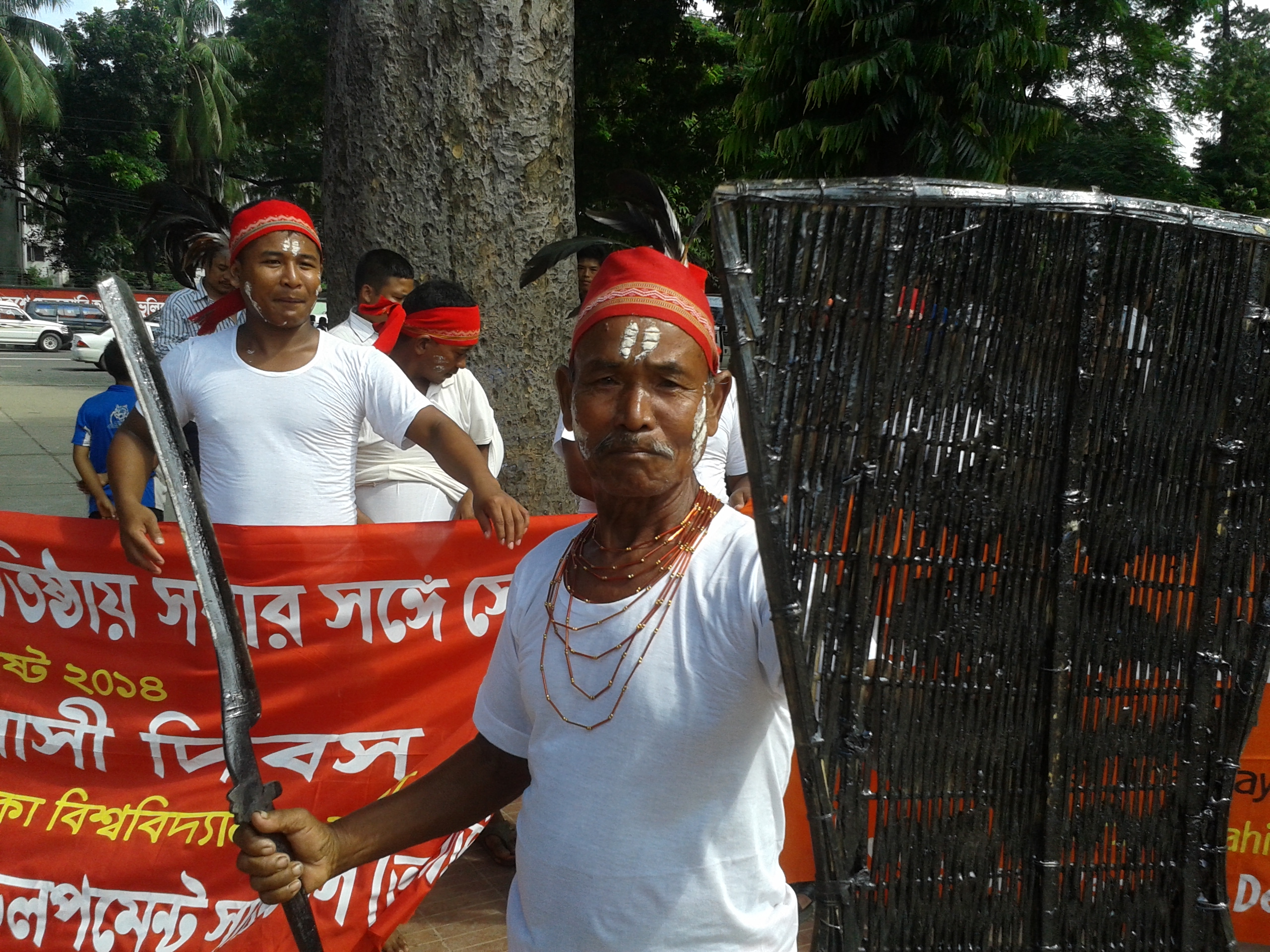
Homem Mandi (Garo), Dia Internacional do Indígena, 2014, Daca, Bangladesh

Os membros do que chamamos de Povos Garo autodenominam-se Achik (que significa "colina", denominando o "povo da colina"), cujo plural Achikarang representa toda a comunidade Garo, e chamam às suas línguas Achik Kusik/Achik Ku Chik ("línguas do povo da colina" - provavelmente uma referência às Colinas Garo, onde residem diversos povos Garo) ou Mande Kusik/Mande Ku Chik ("línguas dos homens"). Acredita-se que a denominação "Garo" tenha sido atribuída aos povos (e por associação, à sua língua) Garo por não-nativos. Embora não haja consenso sobre como essa atribuição se deu, ela explicaria porque o nome "Garo" não costuma ser utilizado pela comunidade de falantes.

#### Hipótese de empréstimo das línguas Bodo
Uma especulação é a de que o termo "Garo" tenha sido derivado da palavra Boro Gao, que significa "separar", ou de Gar, que pode ser "amar" ou "abandonar". Essa hipótese é baseada numa crença entre os Povos Boro e os Dimasa, de que os Garo foram separados de suas comunidades no passado - algumas fontes chegam a mencionar que os Boro considerariam Garo como "irmãos".

#### Hipótese dos Gara Janching
Uma outra teoria se ancora numa lenda passada dentre os povos Garo, que diz que havia um líder muito poderoso nas Colinas chamado "Gara", e que seus seguidores se denominariam "Garo".
A versão corroborada pelos anciãos dos povos Garo diz que o termo Garo foi derivado de uma divisão do povo denominada Gara Janching, Gara ou Gaching, que habitaria o sul das Colinas. Gara teria passado do nome de uma tribo para o termo que se referiria a todos os habitantes das Colinas, e com o tempo, teria se transformado em "Garo".

#### Hipóteses de associação geográfica
Dr. Bimal Majumdar aponta que a sede do Distrito de Tura nas Colinas Garo era conhecida como Dhura, e afirma que "Dhura" teria se tornado "Garo". Portanto, os habitantes das colinas do sul de Goalpara passariam a ser conhecidos como "Garo".
A opinião mais aceita entre antropólogos e pesquisadores é, contudo, que a despeito da real origem da palavra Garo, os povos habitando as Colinas Garo, na jurisdição do estado de Megalaia, são conhecidos como Garo puramente por associação ao nome da região.

### História da documentação
As documentações mais antigas referentes à língua Garo são de proveniência estrangeira: curtas listas de palavras coletadas por oficiais britânicos (Elliot 1994, Hamilton 1940 [1820]) por volta de 1800, que seriam seguidas por registros mais longos escritos por missionários batistas americanos. Os registros americanos geraram as primeiras gramáticas e dicionários da língua, e foram também estes que introduziram a [hoje já bem estabelecida] romanização do Garo.
Essa forma romanizada da língua que, até então, não possuía sistema de escrita foi desenvolvida pelos missionários nas últimas décadas do século XIX. Os missionários basearam a ortografia no dialeto do nordeste das Colinas Garo, o A'we. Essa foi a área com o primeiro número substancial de membros do povo Garo alfabetizados e a terem acesso a educação básica, e à medida que o sistema de escrita foi adotado pelos demais falantes de Garo, certas características do A'we foram passadas aos demais dialetos.
Desde então, a língua Garo tem sido usada como meio de educação fundamental nas Colinas Garo. Algumas coleções de histórias dos Povos Garo foram publicadas, e uma pequena quantia de jornais redigidos na língua surgiu - entretanto, se exclusos livros escolares, as publicações mais importantes em Garo são religiosas. Como a maioria dos Garo foi cristianizada, nos referimos à tradução Garo da Bíblia, livros de canções e outros textos cristãos. O Garo escrito é usado para correspondência privada e alguns avisos são emitidos no idioma; porém um leitor fluente de Garo provavelmente não precisaria de mais que alguns meses para ler todo o corpus de literatura Garo impressa existente.
A despeito disso, pelos parâmetros das línguas do Nordeste da Índia, a comunidade Garo detém uma boa quantia de dicionários Garo-Inglês. O exemplar mais produzido e melhor distribuído é o Dicionário Escolar, Garo-Inglês (Nengminza 1946 e edições seguintes). Ele pode ser suplementado com dois outros: Marak 1975, e Holbrook 1998 [1940].
Um dos primeiros dicionários Inglês-Garo, Mason 1905, é reimpresso periodicamente, e outros glossários fortemente baseados nele, mas sob o nome de outros autores foram publicados. Os dicionários de Inglês para Garo consistem de definições em Garo de palavras do inglês, e não de palavras Garo equivalentes aos termos anglófonos - o que é útil para os Garo, mas causa estranheza a estrangeiros que não falam a língua. Keith (1873) e Phillips (1904) foram esboços da gramática escrita pelos missionários. Após um período de trabalho de campo etnográfico, Burling escreveu uma gramática superficial (Burling 1961), ou, em suas próprias palavras, "ligeiramente amadora".

## Distribuição geográfica

### Status oficial
O Garo tem status de língua oficial no estado de Megalaia, em que se localiza o local mais fortemente associado com a língua Garo: as colinas Garo.
Nos outros locais na Índia em que concentram-se falantes de Garo, esse não é reconhecido como língua oficial pelo governo indiano. São eles os distritos de Goalpara, Kamrup, e Karbi Anglong do estado de Assã; o distrito de Kohima em Nagalândia; os distritos de Udaipur, Kailasahar e Sadar, em Tripurá; e em Jalpaiguri e Koch Bihar na Bengala Ocidental.
Em Bangladesh, os falantes de línguas Garo se concentram nas cidades de Daca, Jamalpur, Madhupur, Netrokona, Sherpur e Mymensingh da divisão de Daca, e nos distritos de Sylhet e Sunamganj da divisão de Sylhet. Embora a língua não seja institucionalizada no país, os falantes a utilizam de forma vigorosa, a ponto de o Ethnologue classificá-la no status em desenvolvimento.

### Dialetos
Há treze dialetos do Garo distribuídos entre a Índia e Bangladesh, cada um associado a uma tribo: A'we, Chisak, Dual, Matchi, Matchangchi, A'beng, Kotchu, Chibok, Ruga, Gara Ganching, Megam, Atiagras e Mandi. Os Atong também são considerados parte dos Povos Garo, mas o idioma falado sobre eles não é um dialeto da língua Garo, e sim um sistema linguístico independente.
São mutualmente inteligíveis para estrangeiros, mas para falantes nativos cujas variantes são distantes, reporta-se que há estranhamento e ocasional necessidade de explicação na fala. Os dialetos não representam nenhum tipo de divisão política ou hierárquica entre os povos Garo, sendo mais um reflexo da dispersão geográfica e consequentes diferenças culturais de seus falantes.
- A'we é o dialeto falado ao norte e nordeste das Colinas Garo e nas planilhas de Assã. A primeira igreja Garo foi estabelecida na vila Rajasimila dessa região pelos missionários batistas da América, que escolheram e tornaram o dialetro A'we a língua de instrução em escolas, bem como a utilizada para a escrita de literatura Garo e tradução da Bíblia. Como resultado, esse dialeto vem se tornando o padrão e a língua franca dos Garos, o que vem fazendo com que os demais lentamente se descaracterizem e saiam de uso.
- Chisak abrange desde o norte do distrito do Colinas Garo do Leste, tangenciando a área do A'we no norte, até poucos quilômetros do rio Simsang no sul, e do leste das Colinas Khasi do Oeste até cerca de vinte quilômetros a oeste. Os dialetos A'we e Chisak são muito similares.
- Dual é o dialeto da tribo que habita a área ao sul dos Chisaks; suas vilas ficam nas margens do Simsang, o maior rio das Colinas Garo, e também nas colinas na margem sul do mesmo rio. Muitos membros dos Duals desceram a Mymensing como resultado de guerra por territórios, e criaram assentamentos nas planícies de lá.
- Matchi significa "meio", e como sugere o nome, a tribo falante deste dialeto ocupa a região central das Colinas Garo. Eles encontram o território dos A'we em alguns pontos, e sua ocupação se estende acima até as colinas próximas ao centro de Tura.
- Matchangchi, o dialeto do povo Matabeng que se encontra entre os Matchi e os A'beng. Matchangchi pode ser tomado como um dialeto independente, mas se originou como intermediário (uma mistura) entre os dialetos A'beng e Matchi.
- A'beng ou Ambeng é o dialeto falado pelo maior grupo na tribo. Seus falantes habitam todas as Colinas do Oeste, incluindo a área do vilarejo de Tura e boa parte das colinas ao sul, até perto do rio Bugi. Uma pequena colônia de A'bengs também mora nas colinas sudoeste, quase adentrando o distrito das Colinas Khasi do Oeste.
- Kotchu é o dialeto falado por uma pequena parcela dos Garo, que vivem em sete vilas nas colinas nordeste. Apesar de serem frequentemente confundidos com o povo Koch, eles são Garos cujo dialeto e costumes são muito próximos dos A'wes.
- Chibok é o dialeto da tribo de mesmo nome, que ocupa desde as áreas imediatamente a leste dos A'bengs na parte alta do vale do rio Bugi até as terras a leste, aproximando-se do rio Dareng. Seus costumes e língua são muito distantes daqueles pertencentes aos demais grupos Garo, se mostrando quase incompreensível para outros Garo. Entretanto, seu dialeto e cultura estão quase extintos hoje, devido a educação, conversão ao Cristianismo e desenvolvimento de trabalhos modernos.
- Ruga é o dialeto dos grupos que vivem ao sul dos Chiboks, ao longo do rio Bugi. Assim como os Chibok, sua cultura e dialeto destoam significativamente daqueles dos demais Garos, mas estão praticamente extintos.
- Gara ou Ganching é o dialeto falado pelos Garo na zona central entre os rios Dareng e Simsang. O dialeto dos Gara é muito similar à língua Garo padrão, exceto em entonação e em expressões populares.
- Megam (o dialeto e seu povo) é encontrado nos limites das Colinas Garo e das Colinas Khasi do Oeste. Eles representam uma fusão entre os Garo e os Kashi, e podem ser considerados um povo mestiço. Em aparência e costumes, carregam mais semelhança com os Garo, mas sua língua foi classificada como Khasi por Grierson.
- Atiagras são outro grupo diminuto dos Garo. Vivem ao sul dos Kotchus e se assemelham fortemente com os A'bengs.
- Mandi (Garos de Bangladesh)[10] têm identidade cultural particularmente distinta dos Garos da Índia, e um dialeto com algumas diferenças de grafia e pronúncia marcadas. São fortemente influenciados pelas demais línguas faladas em Bangladesh, e a maioria de seus dialetos e cultura estão sendo apagadas sob o peso da influência da maioria populacional de Bangladesh.

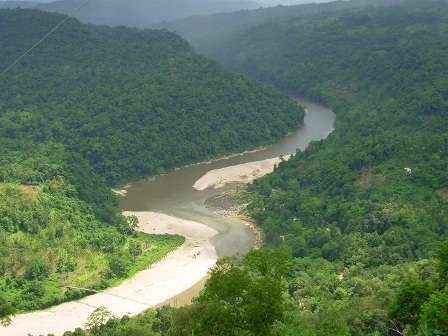
Região leste das Colinas Garo

## Fonologia

### Inventário fonético

#### Consoantes
| Ponto de articulação → | Ponto de articulação → | Labial   | Coronal  | Dorsal  | Dorsal | Glotal |
| Ponto de articulação → | Ponto de articulação → | Bilabial | Alveolar | Palatal | Velar  | Glotal |
| Modo de articulação ↓  |                        | Bilabial | Alveolar | Palatal | Velar  | Glotal |
| Oclusiva               | Desvozeada             | p ʰ      | t ʰ      |         | k ʰ    | ʔ      |
| Oclusiva               | Vozeada                | b        | d        |         | ɡ      |        |
| Nasal                  | Nasal                  | m        | n        |         | ŋ      |        |
| Fricativa              | Desvozeada             |          | s        |         |        |        |
| Africada               | Desvozeada             |          | t͡ʃ       | t͡ʃ      |        |        |
| Africada               | Vozeada                |          | d͡ʒ       | d͡ʒ      |        |        |
| Vibrante simples       | Vibrante simples       |          | ɾ        |         |        |        |
| Aproximante lateral    | Aproximante lateral    |          | l        |         |        |        |

A língua Garo conta também com a consoante complexa w (aproximante labiovelar). Além disso, [ɾ l] formam um par complementar, em que o [ɾ] é usado no início de sílabas e [l], no final - por isso, certas partes da literatura os incluiriam como par de consoantes líquidas.

##### Encontros consonantais
| sp-  | st- | sk- |     |     |     |     |     |      |      |
| pr-  | tr- | kr- | br- | dr- | gr- | mr- | sr- | chr- | jr-  |
| spr- |     |     |     |     |     |     |     |      | skr- |

#### Vogais
A língua Garo tem as vogais i, e, a, o e u - todas podendo ser classificadas de acordo com como e onde são pronunciadas. Das cinco vogais, somente a vogal i apresenta grandes variações em pronúncia a depender do ambiente fonológico:
- Em sílabas abertas, ou em sílabas que terminam numa pausa glotal que não faz parte de encontro consonantal, /i/ é a vogal anterior fechada não-arredondada [i].
- Em sílabas fechadas (que terminam em mais consoantes além de uma pausa glotal), /i/ corresponde à vogal posterior fechada não arredondada, [ɯ].

Todas as vogais são mais curtas em sílabas fechadas que em abertas, embora a diferença seja mais notável para o /i/. O /i/ também é particularmente mais curto quando sucede /s-/.
|                 | Anterior        | Central         | Posterior   | Posterior |
| Não-arredondada | Não-arredondada | Não-arredondada | Arredondada |           |
| --------------- | --------------- | --------------- | ----------- | --------- |
| Fechada         | i               |                 | ɯ           | u         |
| Semifechada     | e               |                 |             | o         |
| Aberta          |                 | ä               |             |           |

##### Encontros vocálicos
A língua Garo dispõe também de uma quantia de encontros vocálicos (especificamente, ditongos) na língua:
| Vogal final →   | i    | e | ä | ɯ | u    | o    |
| Vogal inicial ↓ | i    | e | ä | ɯ | u    | o    |
| --------------- | ---- | - | - | - | ---- | ---- |
| i               |      |   |   |   |      |      |
| e               |      |   |   |   |      | /eo/ |
| ä               | /ai/ |   |   |   | /au/ |      |
| ɯ               |      |   |   |   |      |      |
| u               | /ui/ |   |   |   |      |      |
| o               | /oi/ |   |   |   |      |      |

Teoricamente, todas as vinte e cinco combinações entre as cinco vogais do Garo são possíveis (incluindo os ditongos com repetição de uma mesma vogal), mas algumas seriam muito raras para se observar na língua.

## Sistemas de escrita
As línguas Garo podem ser grafadas em três sistemas de escrita: o latino (introduzido por americanos no processo de catequese dos Garo), a escrita bengali-assamesa, e o alfabeto próprio A'Chik Tok'birim.

### A’Chik Tok’birim

Vogais, consoantes e numerais na escrita A'chik Tokbirim, e correspondentes fonéticos/numéricos. De Ager, Simon. "A-chik Tokbirim alphabet". Acesso em 28 de maio de 2021. https://omniglot.com/writing/achiktokbirim.htm

O sistema de escrita  A'Chik Tok'birim foi criado em 1979 por Arun Ritchil Marak, como uma forma de grafar o Garo. É um sistema de escrita alfabético, em que se escreve da esquerda para a direita em linhas horizontais. Os nomes das letras do alfabeto A'Chik Tok'birim foram retirados de fenômenos naturais.
Esse sistema de escrita é utilizado, até certo ponto, na vila de Bhabanipur no nordeste de Bangladesh, e também é conhecido por A-chik Garo Tokbirim.

### Escrita bengali-assamesa
| Vogais | Símbolo do diacrítico | Assamês | Bengali | Garo |
| ------ | --------------------- | ------- | ------- | ---- |
| অ      | –                     | ô       | ô/o     | a    |
| অʼ     | ʼ                     | o       | –       | –    |
| আ      | া                      | a       | a       | a    |
| অ্যা/এ্যা  | ্যা                     | –       | æ       | –    |
| অৗ      | ৗ                      | –       | –       | –    |
| ই      | ি                      | i       | i       | i    |
| ইʼ     | িʼ                     | –       | –       | –    |
| ঈ      | ী                      | i       | i       | i    |
| উ      | ু                      | u       | u       | u    |
| উʼ     | ুʼ                     | –       | –       | –    |
| ঊ      | ূ                      | u       | u       | –    |
| ঋ      | ৃ                      | ri      | ri      | –    |
| ৠ      | ৄ                      | rii     | rii     | –    |
| ঌ      | ৢ                      | li      | li      | –    |
| ৡ      | ৣ                      | lii     | lii     | –    |
| এ      | ে                      | ê       | e/ê     | e    |
| এʼ     | েʼ                     | e       | –       | –    |
| ঐ      | ৈ                      | ôi      | ôi      | ai   |
| ও      | ো                      | û       | o       | o    |
| ঔ      | ৌ                      | ôu      | ôu      | ao   |

| Consoante | Assamês | Bengali | Garo |
| --------- | ------- | ------- | ---- |
| ক         | kô      | kô      | ka   |
| খ         | khô     | khô     | –    |
| গ         | gô      | gô      | ga   |
| ঘ         | ghô     | ghô     | –    |
| ঙ         | ungô    | ngô     | nga  |
| ঙ'        | –       | –       | ng'a |
| চ         | sô      | cô      | cha  |
| ছ         | sô      | chô     | –    |
| জ         | zô      | jô      | ja   |
| ঝ         | zhô     | jhô     | –    |
| ঞ         | niô     | nô      | –    |
| ট         | tô      | ţô      | –    |
| ঠ         | thô     | ţhô     | –    |
| ড         | dô      | đô      | –    |
| ড়         | rô      | ŗô      | –    |
| ঢ         | dhô     | đhô     | –    |
| ঢ়         | rhô     | ŗhô     | –    |
| ণ         | nô      | nô      | –    |
| ত         | tô      | tô      | ta   |
| থ         | thô     | thô     | –    |
| দ         | dô      | dô      | da   |
| ধ         | dhô     | dhô     | –    |
| ন         | nô      | nô      | na   |
| ন'        | –       | –       | n'a  |
| প         | pô      | pô      | pa   |
| ফ         | fô      | phô     | –    |
| ব         | bô      | bô      | ba   |
| ভ         | bhô     | bhô     | –    |
| ম         | mô      | mô      | ma   |
| ম'        | –       | –       | m'a  |
| য         | zô      | jô      | –    |
| য়         | yô      | yô      | –    |
| র         | (wô)    | rô      | ra   |
| ৰ         | rô      | (rô)    | –    |
| ল         | lô      | lô      | la   |
| ল'        | –       | –       | l'a  |
| ৱ         | wô      | –       | wa   |
| শ         | xô      | şô      | –    |
| ষ         | xô      | şşô     | –    |
| স         | xô      | şô      | sa   |
| হ         | hô      | hô      | ha   |
| ওয়        | –       | –       | wa   |
| '         | –       | –       | ʔ    |

### Escrita latina
| Caractere latino | Fone(s) representado(s) |
| ---------------- | ----------------------- |
| a                | [a]                     |
| b                | [b]                     |
| c                | [ʨ ~ tsʲ]               |
| d                | [d]                     |
| e                | [e]                     |
| g                | [g]                     |
| h                | [h]                     |
| i                | [i/ɯ]                   |
| j                | [ʥ~dzʲ]                 |
| k                | [k/kʰ]                  |
| l                | [l]                     |
| m                | [m]                     |
| n                | [n]                     |
| o                | [o]                     |
| p                | [p/pʰ]                  |
| r                | [r]                     |
| s                | [ɕ~sʲ]                  |
| t                | [t/tʰ]                  |
| u                | [u]                     |
| w                | [w]                     |
| '                | ʔ                       |

| ai   | ao   | l'   | m'   | n'   | ng  | ng'  |
| ---- | ---- | ---- | ---- | ---- | --- | ---- |
| /aǐ/ | /aʊ̯/ | /lˀ/ | /mˀ/ | /nˀ/ | /ŋ/ | /ŋˀ/ |

## Sintaxe
Sentenças básicas em Garo precisam somente de uma base verbal e um sufixo de tempo verbal. Nomes, frases nominais, pronomes e advérbios são opcionais, e quando presentes, costumam preceder o verbo, que também pode ser modificado através da adição de afixos.

### Tipos de frases

#### Frases comparativas e superlativas
As frases comparativas e superlativas são construídas usando adjetivos, que possuem somente formas afirmativas. Para criar uma frase comparativa, empregados o adjetivo [afirmativo] com a palavra bata, "ir além" ou "exceder" é usado; o mesmo procedimento é usado em frases superlativas.
- O caso comparativo é formado colocando o substantivo daquilo com que se vai comparar no caso dativo seguido de bate (equivalente a um "que" num "melhor que"), então empregando o nome do objeto que é comparado, e por fim o adjetivo na forma afirmativa (ou com o sufixo -bata). Se -bata é afixado ao adjetivo, ele perde o -a final.

| vaca [DAT. END]                | que  | elefante | grande         |
| matcu-na                       | bate | monma    | dal'bata/dal:a |
| O elefante é maior que a vaca. |      |          |                |

- O superlativo é construído com a mesma estrutura que o superlativo, mas a palavra pilak ("tudo" ou "todos/todas") é colocado antes do substantivo com que a comparação é feita. Também pode ser expressado usando gisepo, "dentre", com o genitivo do substantivo com que a comparação é feita.

| todos                                     | vaca/gado [DAT. END] | que  | elefante | grande         |
| pilak                                     | matcu-na             | bate | monma    | dal'bata/dal:a |
| O elefante é maior que a que todo o gado. |                      |      |          |                |

### Ordem dos constituintes
A ordem sintática da língua Garo é, geralmente, sujeito-objeto-verbo, como no Turco, Latim e Coreano. Contudo, Garo possui marcadores de caso distintos ao fim de cada frase nominal para indicar seu papel semântico e sintático, de forma que as constituintes de uma oração podem ser dispostas em virtualmente qualquer ordem sem obscurecer seu significado.

## Gramática

### Nomes
Garo é uma língua aglutinativa, de forma que flexões tendem a ser formadas a partir da adição de afixos. É o que ocorre com as flexões de número e caso gramatical nos substantivos da língua Garo; todavia, não há afixos indicativos de gênero, e a flexão dessa categoria é feita através da associação com palavras classificadoras.

#### Gênero
Em Garo, substantivos são masculinos, femininos ou de gênero neutro de acordo com as características dos objetivos que representam. A associação entre gênero e substantivo é puramente semântica na maioria dos casos.

##### Masculino
1. O gênero masculino de seres racionais é implícito, estando ligado ao significado de certas palavras, que não levam modificadores. Exemplos são méá (homem), áphá (pai) ou phámuri (rapaz jovem).
2. O masculino em animais irracionais é indicado pela adição da palavra/partícula biphá (macho) após o substantivo a ser qualificado, como observado entre dabak (ovelha) e dabak biphá (carneiro).

##### Feminino
1. Geralmente, o gênero feminino em seres racionais está atribuído ao significado da palavra, que não recebe quaisquer modificadores, assim como ocorre com o masculino. No entanto, foram observadas exceções ao classificar nomes através do acréscimo de méchik (mulher, feminina): como ao derivar garota, mechik-bishá (criança feminina) a partir de bishá (criança, infante).
2. O feminino em animais irracionais é indicado pela adição da palavra/partícula bimá (fêmea) escrita após o substantivo a ser qualificado. Ex.: achak (cão) | achak bimá (cadela).

##### Neutro
No geral, substantivos que determinam objetos inanimados não possuem gênero - portanto, são neutros.
Entretanto, se o objeto inanimado dispuser de características de próprias de um ser animado, ele é referido como tendo gênero. Por exemplo, uma árvore frutífera, por sua qualidade de gerar frutas (da mesma forma que uma mulher gera crianças), tem gênero feminino, sendo denotada da mesma forma que animais irracionais femininos: bal (árvore) | bal bishá (árvore frutífera).

#### Número

##### Singular
O singular em Garo é indicado pelo uso do substantivo, sem afixos, mas pode também ser especificado pela adição de palavras com valor semântico do numeral um. Ex.: nak (casa), raang (pedra) ou mandé shaksha (um homem).

##### Plural
O plural é obtido pelo acréscimo do sufixo -rang ao substantivo no singular, como em mande (homem) | manderang (homens), achak (cão) e achakrang (cães). O sufixo -rang é frequentemente substituído por -drang por motivos de eufonia, como em bal (árvore) | baldrang (árvores).

##### Contagem
Quando se precisa especificar a quantidade de (contar) certo substantivo, conserva-se este substantivo em sua forma singular e se faz uso dos numerais como adjetivos, sendo esses escritos após a palavra que quantificam. Ao se atribuir um número ao substantivo, deve-se adicionar partículas clíticas antes da palavra adjetiva (como prefixo ou em próclise) a depender do tipo de substantivo que buscar quantificar.
| Clítica   | Posição  | O que quantifica                             | Exemplo: | Exemplo:    | Exemplo:    |
| Clítica   | Posição  | O que quantifica                             | Subs.    | Part. + Num | Significado |
| --------- | -------- | -------------------------------------------- | -------- | ----------- | ----------- |
| shak      | Prefixo  | Humanos                                      | mande    | shaksa      | 1 homem     |
| mang      | Próclise | Animais irracionais                          | dobima   | mang chet   | 10 galos    |
| rang/rong | Próclise | Frutas e objetos redondos                    | dochi    | rang banga  | 5 ovos      |
| gang      | Próclise | Dinheiro                                     | thangkha | gang bri    | 4 rúpias    |
| phel      | Próclise | Dinheiro                                     | phasha   | phel gni    | 2 pices     |
| khap      | Prefixo  | Dinheiro                                     | phasha   | khapsa      | 1 pice      |
| ge        | Próclise | Conjunto de várias partes, objeto segmentado | khera    | ge githam   | 3 cestas    |
| jak       | Prefixo  | Segmentos de um objeto maior                 | eshal    | jaksa       | 1 folha     |

#### Casos
O Garo conta com oito casos gramaticais atribuíveis a substantivos, sendo estes nominativo, oblíquo, instrumental, dativo, ablativo, genitivo e locativo, todos a serem indicados a partir da adição de suas terminações na forma de sufixo, sempre na última posição (ocorre após afixos de plural).
| Caso         | Caso                                      | Terminação  | Exemplo                                     | Exemplo          | Significado                  |
| Caso         | Caso                                      | Terminação  | Frase                                       | Subs. flexionado | Significado                  |
| ------------ | ----------------------------------------- | ----------- | ------------------------------------------- | ---------------- | ---------------------------- |
| Nominativo   | Nominativo                                | ∅ (nenhuma) | Bisha khadinga                              | Bisha (criança)  | A criança ri.                |
| Oblíquo      | Oblíquo                                   | kho         | Anga Ramsingkho nika                        | Ramsing          | Eu vejo Ramsing.             |
| Instrumental | Instrumental                              | chi         | Ua ruachi shua                              | rua (machado)    | Ele corta com um machado.    |
| Dativo       | Dativo                                    | na          | Naa mongmana shamkho anbo.                  | mongma (grama)   | Dar/dê a grama ao elefante.  |
| Ablativo     | Ação própria                              | oni         | Baloni bithe gaaka                          | bal (árvore)     | A fruta cai da árvore.       |
| Ablativo     | Por ação de terceiros                     | onikho      | Ua balonikho bitheko aka                    | bal (árvore)     | Ele colhe a fruta da árvore. |
| Genitivo     | Genitivo                                  | ni          | Mandeni jangi                               | mande (homem)    | A vida do homem.             |
| Locativo     | Locais em que se está ou permanece        | o           | Bisha nako danga                            | nak (casa)       | A menina está/fica em casa.  |
| Locativo     | Locais para os quais se vai ou de que sai | ona         | Macchu burungchi/ burungona/burungchina rea | burung (selva)   | A vaca entra na selva.       |
| Locativo     | Locais para os quais se vai ou de que sai | chi/china   | Macchu burungchi/ burungona/burungchina rea | burung (selva)   | A vaca entra na selva.       |

Frequentemente, assim como ocorre com o par ang/dang na formação de plurais, adiciona-se um som nasal às terminações de casos supracitadas por eufonia e para conferir ênfase. Assim surgem pares como kho|khon, chi|chin e o|on (em que 'o' é vogal longa).

### Pronomes pessoais
Pronomes em Garo não possuem distinção de gênero, diferentemente da língua portuguesa; também não há pronome para se referir a seres vivos não racionais (como o "it" na língua inglesa), mas os demonstrativos i-a e u-a podem ser empregados para cumprir essa função.
|                    | Mandi    | A'chik               |
| ------------------ | -------- | -------------------- |
| Eu                 | ang-a    | ang-a                |
| Você (forma livre) | na-a     | na-a                 |
| Você (com casos)   | nang'    | nang'                |
| Ele/ela            | bi-a     | bi-a,u-a             |
| Nós (exclusivo)    | ching-a  | ching-a              |
| Nós (inclusivo)    | na-ching | an-ching             |
| Vocês              | na-song  | na-si-mang           |
| Eles/elas          | bi-song  | bi-si-mang, u-a-mang |

Pronomes podem levar marcadores de caso e cumprir papel de sujeito em orações, de forma similar aos substantivos, mas os modificadores que se ligam aos pronomes são raramente os mesmos que se ligam a substantivos. Declinações pronominais ainda apresentam algumas irregularidades: por exemplo, aqueles terminados com /-a/ na tabela acima o perdem quando recebem a terminação de caso gramatical. Esse -a pode ser considerado o marcador do caso nominativo que é usado somente com pronomes monossilábicos.

### Posposições
A língua Garo usa posposições em vez de preposições - contudo, a única diferença significativa entre essas classes é que posposições vem após, e não antes, da frase nominal. As posposições do Garo seguem o marcados de caso da frase nominal, e em alguns casos (quando somente um destes está presente) a distinção entre posposições e marcadores de caso gramatical não são tão claras.

### Verbos
Todo verbo regular é conjugado de uma raiz que tem sentido substancial, e é propriamente denominada substantivo verbal. Os verbos e a especificação do tempo verbal compõem o único elemento essencial numa sentença em Garo, embora todos os verbos disponham de variações também de modo, pessoa, particípio e voz. Existem afixos adicionais (os chamados afixos adverbiais) que podem ser empregados para formar ideias mais complexas a partir da ação de um único verbo, possibilitando este então a constituir uma frase com sentido complexo.
Na grande maioria dos casos, em orações com nomes, frases nominais e outros elementos opcionais, o verbo é o último constituinte da frase.

#### Voz, modo, pessoas e tempos verbais
Garo dispõe de duas vozes, ativa e passiva, e cinco modos verbais: indicativo, subjuntivo, potencial, imperativo e infinitivo. O subjuntivo e o potencial não são conjugados de forma regular, e sim com o auxílio de outros termos.
O caso nominativo indica pessoa e número do verbo, e os afixos são os mesmos para todas as pessoas e números. A língua Garo dispõe ainda de sete tempos verbais: presente, presente progressivo, passado simples, passado simples progressivo, passado remoto ou indefinido, passado remoto/indefinido progressivo e futuro.
| Tempo                          | Afixo            | Verbo conjugado (exemplo)   | Significado                                                      |
| ------------------------------ | ---------------- | --------------------------- | ---------------------------------------------------------------- |
| Neutro                         | -a               | Mande chatoking-a           | Todas as pessoas estão comendo.                                  |
| Mudança de estado (no passado) | -jok             | Anga cha-jok                | Eu comi (meu estado mudou de "não ter comido" para "ter comido". |
| Futuro                         | -no-a            | Anga iko nang-noa           | Eu precisarei disso.                                             |
| Futuro                         | -no              | Anga iko nang-no            | Eu precisarei disso.                                             |
| Futuro                         | -gen (A'Chik)    | Anga iko nang-gen           | Eu precisarei disso.                                             |
| Futuro                         | -wa (A'Chik)     | Anga iko nang-ja-wa         | Eu não precisarei disso.                                         |
| Futuro imediato ou intencional | -na-jok          | Chajani gim-in ok-ri-na-jok | Por não comer, em breve estarei com fome.                        |
| Futuro imediato ou intencional | -gin-ok (A'Chik) | Chajani gim-in ok-ri-gin-ok | Por não comer, em breve estarei com fome.                        |
| Passado simples                | -a-ha (A'Chik)   | Bia kat-ang-a-ha            | Ele fugiu.                                                       |

## Vocabulário

### Numeração[12]
| 1  | 2   | 3     | 4   | 5     | 6   | 7   | 8    | 9   | 10      |
| -- | --- | ----- | --- | ----- | --- | --- | ---- | --- | ------- |
| Sa | Gui | Gitam | Bri | Bonga | Dok | Sui | Chet | Sku | Chikung |

De 11 a 19, os numerais cardinais são formados adicionando os números de 1 a 9 após a primeira sílaba da palavra.
| Garo     | Numeral |
| -------- | ------- |
| Chisa    | 11      |
| Chigui   | 12      |
| Chigitam | 13      |
| Chibri   | 14      |
| Chibonga | 15      |
| Chidok   | 16      |
| Chisui   | 17      |
| Chichet  | 18      |
| Chisku   | 19      |

Para contar de 20 para cima, podemos prosseguir de duas formas: utilizando os numerais cardinais padrão em base 20, ou agrupando de 20 em 20 (em "scores').
| 20      | 21         | 30      | 31         | 40      | 50        | 60      | 100      | 200       | 1000      | 2000       | 10.000       | 100.000 |
| ------- | ---------- | ------- | ---------- | ------- | --------- | ------- | -------- | --------- | --------- | ---------- | ------------ | ------- |
| kolgrik | kolgrik-sa | kolatci | kolatci-sa | sot-bri | sot-ban:a | sot-dak | ritca-sa | ritca-gni | haja'l-sa | haja'l-gni | haja'l-cikun | lak-sa  |

Em scores: wakma bri = 80, wakma git'am = 60, k'al can-sa = 20 • 1, k'al can-gni = 40 = 20 • 2